# دانیل دفر
دانیل دِفِر (به فرانسوی: Daniel Defert) (زاده ۱۹۳۷، میلادی/۲۰۲۳(درگذشت))، جامعه‌شناس و فعال فرانسوی در حوزهٔ مبارزه با بیماری ایدز بود. در ابتدای دههٔ ۱۹۶۰ میشل فوکو با دانیل دفر آشنا شد و برای بقیه عمرش شریک جنسی او شد. فوکو به او علاقهٔ زیادی داشت اما این علاقه از نوعی نبود که انحصار جنسی ایجاد کند. دفر که از فوکو جوان‌تر بود، یک فعال سیاسی بود و این باعث شد که علائق سیاسی فوکو تحت تأثیر قرار بگیرد و تقویت شود. دانیل دفر برای اینکه زیر بار دو سال خدمت سربازی نرود، قبول کرد برای تدریس به تونس برود. فوکو در سال ۱۹۶۶ دنبال او به تونس رفت و به تدریس در دانشگاه تونس مشغول شد. آن دو پس از دو سال با هم به فرانسه برگشتند و درگیر مسائل مه ۱۹۶۸ فرانسه شدند. در هنگام مرگ فوکو در سال ۱۹۸۴، دفر اطلاعی از ابتلای او به بیماری ایدز نداشت. دفر کتاب‌ها و مقالات زیادی نوشته و در سال ۱۹۹۸ جایزه لژیون دونور برده‌است.
در مستندی که با عنوان «دست های خالی» درباره نسبت فوکو و انقلاب اسلامی از شبکه مستند سیما پخش شد دانیل دفر نفر اصلی روایت وقایع مستند درباره فوکو است.